# Yucca filamentosa
El iczotl (Yucca filamentosa) es una planta acaule de la familia de las asparagáceas, cultivada como ornamental.

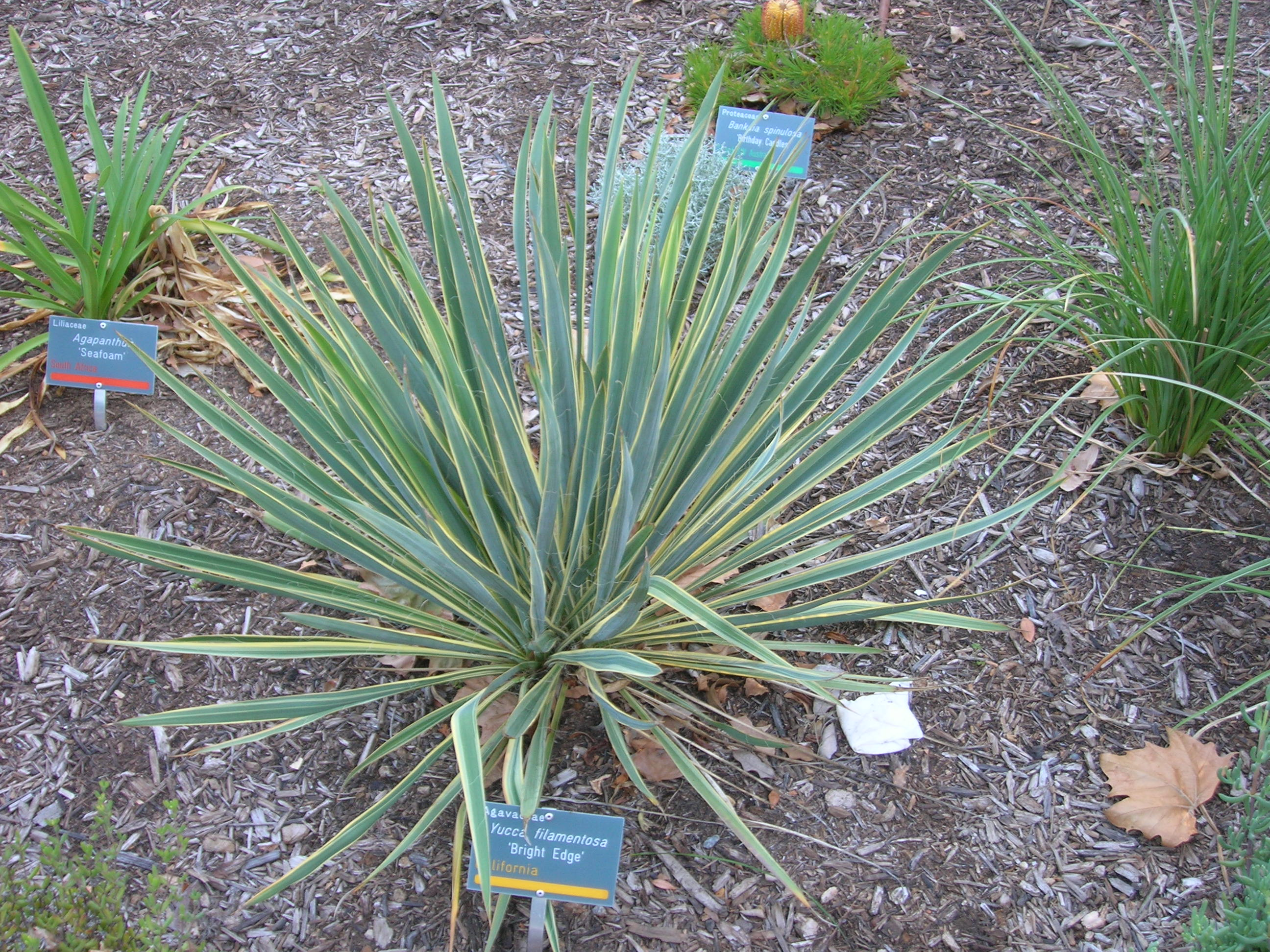
Vista de la planta

## Descripción
Forma rizomas subterráneos. Las hojas forman una roseta basal densamente arracimada que puede superar 1 m de anchura; son lineares, de unos 50×2,5 cm, flexibles, rígidas y normalmente erectas, de color verde intenso ligeramente teñido de azul. Carecen de línea marginal. La inflorescencia forma una panícula erecta de numerosas flores bisexuales de color blanquecino o rosado. El fruto es una cápsula dehiscente, que contiene semillas de color negro.

## Distribución
Es nativa de los Estados Unidos, donde crece de forma silvestre desde Florida hasta Nuevo Hampshire; es muy adaptable y resiste al frío mucho mejor que otras yucas. Es fácil confundir con la estrechamente emparentada Yucca flaccida, pero se distingue por la mayor rigidez de las hojas.

## Taxonomía
Yucca filamentosa fue descrito por Carlos Linneo  y publicado en Species Plantarum 1: 319. 1753.
Etimología
Yucca: nombre genérico que fue nombrado por Carlos Linneo y que deriva por error de la palabra taína: yuca (escrita con una sola "c").
filamentosa: epíteto latíno que significa "con muchos filamentos"
Sinónimos
- Yucca filamentosa f. genuina Engelm., nom. inval.
- Yucca filamentosa var. mexicana S.Schauer
- Yucca filamentosa var. maxima Carrière
- Yucca filamentosa var. media Carrière
- Yucca filamentosa var. patens Carrière
- Yucca filamentosa var. ramosa Carrière
- Yucca filamentosa var. variegata Carrière
- Yucca filamentosa var. recurvifolia Alph.Wood
- Yucca filamentosa var. bracteata Engelm.
- Yucca filamentosa var. laevigata Engelm.
- Yucca filamentosa var. latifolia Engelm.
- Yucca filamentosa var. elmensis Sprenger
- Yucca filamentosa var. nobilis Sprenger[5]